# Rumpnissarnas visa
Rumpnissarnas visa är en barnsång med text skriven av Astrid Lindgren och med musik av Anders Berglund och finns på albumet Barn sjunger 20 mest önskade Astrid Lindgren.

## Inspelningar
En tidig inspelning gjordes av Isabelle Erkendal, och gavs ut på skiva år 2000.

### Fotnoter
1. ↑  ”Barn sjunger 20 mest önskade Astrid Lindgren”. Svensk mediedatabas. http://smdb.kb.se/catalog/id/001543353. Läst 18 april 2009.
2. ↑  ”Svensk mediedatabas”. http://smdb.kb.se/catalog/id/001543353. Läst 19 maj 2011.